# Gottlob Maurer
Gottlob Maurer (* 26. September 1919 in Meßstetten; † 1989) war ein deutscher Kommunalpolitiker.

## Werdegang
Maurer arbeitete als Stadtinspektor. Am 14. Dezember 1948 wurde er zum Bürgermeister von Balingen gewählt. Er blieb bis zum 21. Januar 1955 im Amt. Danach war er Verwaltungsaktuar.
Von 1951 bis 1959 gehörte er dem Kreistag des Landkreises Balingen an. Von 1950 bis 1959 war er Vorsitzender des Zweckverbands Wasserversorgung Zollernalb.
| Personendaten    | Personendaten               |
| ---------------- | --------------------------- |
| NAME             | Maurer, Gottlob             |
| KURZBESCHREIBUNG | deutscher Kommunalpolitiker |
| GEBURTSDATUM     | 26. September 1919          |
| GEBURTSORT       | Meßstetten                  |
| STERBEDATUM      | 1989                        |